# Gonzalo García Lanza
Gonzalo García Lanza Campos (Coroico, La Paz, Bolivia; 10 de enero de 1808 - La Paz, Bolivia; 20 de noviembre de 1885) fue un militar y político boliviano que luchó durante las guerras de independencia hispanoamericana, la Guerra de la Confederación y la Guerra Peruano-Boliviana de 1841-1842. También participó política y militarmente en rebeliones, revoluciones y guerras civiles. Se alió polémicamente con Mariano Melgarejo en 1864 y participaría en un sangriento golpe de Estado en 1880, que casi llevó a Bolivia a la anarquía.Fue Ministro de Guerra tres veces entre 1853 y 1871.

## Primeros años de vida
Lanza nació el 10 de enero de 1808, el mismo año en que su padre, don Gregorio García Lanza, junto con Pedro Domingo Murillo y otros patriotas, iniciaron la guerra de quince años para liberar a América del dominio de España. Su madre fue la respetable matrona Doña Manuela María Campos, otra dama que optó por sacrificar la paz de su hogar y su fortuna en favor de la causa de la libertad. Fue bautizado por su tío Victorio Lanza, quien también fue martirizado en ese año revolucionario. A los siete años Lanza ingresó al colegio de San Francisco, donde adquirió conocimientos básicos, y posteriormente continuó sus estudios secundarios en el Colegio Seminario.

## Carrera militar
Lanza decidió abandonar la escuela y una mañana de agosto de 1823 se unió al ejército llamado "Intermedios", que venía del Perú al mando del general Andrés de Santa Cruz. Su bautismo en armas tuvo lugar en la Batalla de Zepita, donde el cadete demostró energía y coraje durante la desastrosa retirada de agosto de 1823. En el combate de Falsuri, en octubre del mismo año, donde se libró una intensa batalla a bayoneta calada, con gran coraje y determinación por parte de los patriotas, Lanza demostró valentía y determinación, mereciendo el ascenso a sargento primero. En 1825 se incorporó al primer batallón de la "Guardia", cuerpo fundador del Ejército Nacional de Bolivia, junto a Ildefonso Sanjinés, Juan José Prudencio, Juan José Pérez y Manuel Isidoro Belzu.
Luego de la acción de San Roque de Ocomisto en 1827, donde fueron derrotados los batallones colombianos "Voltígeros" y "Numancia", Lanza obtuvo la insignia de teniente primero. A partir de este momento su vida militar se desarrolló activa e intensamente, destacándose en las campañas de la Confederación Peruano-Boliviana y la Batalla de Ingavi. En todas estas actuaciones, Lanza se destinguió por su valentía. A lo largo de su carrera militar fue ascendiendo progresivamente en el escalafón, participando en batallas como las de Yanacocha, Ninabamba, Uchumayo y Socabaya.
En la Batalla de Yungay, donde el ejército de la Confederación fue derrotado, Lanza fue capturado y llevado a Casas Matas, donde permaneció hasta finales de 1839. Al regresar a Bolivia se reincorporó al ejército y continuó sirviendo, obteniendo en 1840 el ascenso a teniente coronel, otorgado por el presidente José Miguel de Velasco.
Durante la invasión del ejército peruano liderada por Agustín Gamarra, Lanza fue uno de los más fervientes y dedicados colaboradores del general José Ballivián en la organización e instrucción del ejército, destacándose en la histórica batalla del 18 de noviembre de 1841. Era el segundo al mando del noveno batallón, comandado por Belzu. Luego de la Batalla de Yamparáez, fue ascendido al grado de general de brigada en 1848, consolidando su posición en el ejército.

## Matrimonio y familia
En diciembre de 1829 Lanza se casó con Juana Cortadellas. La pareja tuvo cuatro hijos:
- Cesáreo García Lanza Cortadellas (1830-1900)
- José Protacio García Lanza Cortadellas (1831–1877)
- Manuela Paula Felicidad García Lanza Cortadellas (1836-1908)
- Fermín Gonzalo García Lanza Cortadellas (1846–1880)

## Política boliviana
Nombrado comandante general de Oruro, Lanza defendió enérgicamente al gobierno luchando contra los conspiradores demagógicos. En 1850, el Congreso lo honró con el ascenso a general de división y lo nombró Ministro de Guerra. En 1855 se postuló como candidato presidencial en rivalidad con José María Linares y Jorge Córdova, emigrando posteriormente al Perú tras la elección de este último.A pesar de que le aconsejaron que trabajara por su propia causa, Lanza persistió en apoyar a Linares. En el exilio escribió lo siguiente:
Mi padre ha sido uno de los líderes de la independencia y una de las víctimas decapitadas en La Paz en 1809. Mi tío, el general Lanza, también luchó en la guerra de independencia y murió en Chuquisaca en 1828 defendiendo la naciente libertad de Bolivia, bajo la administración del general Sucre. Muchos de mis familiares han sido mártires de la patria. No puedo ser infiel a las gloriosas tradiciones de mi familia, apoyando el despotismo o apoderándome del destino de mi país por la fuerza. Quienes pretenden tentar mi ambición personal no me conocen bien, ya que defiendo las tradiciones de mi familia en defensa de la libertad pública.
El 28 de diciembre de 1864 Melgarejo tomó el poder con la colaboración de Lanza. Leal a Melgarejo, Lanza lo acompañó en las batallas de Cantería y Letanías, así como en las barricadas de La Paz. Melgarejo lo estimaba y respetaba profundamente, expresando en más de una ocasión que le pasaría la presidencia. Lanza fue ascendido a Mayor general el 22 de octubre de 1865. Cuando estalló la Guerra del Pacífico, Lanza no pudo participar personalmente debido a su avanzada edad y, sobre todo, a su salud debilitada por cincuenta años de servicio al país. Participó en el golpe de Estado del 12 de marzo de 1880, pero este movimiento fracasó y Lanza, junto con sus cómplices, fue derrotado. Como resultado, se retiró a la vida privada y sus últimos años transcurrieron pacíficamente. Murió en La Paz el 20 de noviembre de 1885, a la edad de 77 años.